# Маховиков, Сергей Анатольевич
Серге́й Анато́льевич Маховико́в (род. 22 октября 1963, Ленинград) — советский и российский актёр театра, кино и озвучивания, кинорежиссёр, автор-исполнитель, сценарист, певец, телеведущий и общественный деятель. Заслуженный артист Российской Федерации (2018).

## Биография
Сергей Маховиков родился 22 октября 1963 года в Ленинграде. Детство провёл в Павловске.
После окончания школы поступил на штурманский факультет в ВВМУ им М. В. Фрунзе, перевёлся в Военно-механический институт на отделение «Ракеты», но уже после первого курса отчислился из института.
В 1983 году поступил в ЛГИТМИК на актёрский факультет (курс народного артиста СССР Игоря Горбачёва). Начиная со второго курса, был занят в спектаклях Александринского театра. Параллельно обучался режиссуре у М. В. Сулимова.

## Общественная и политическая позиция

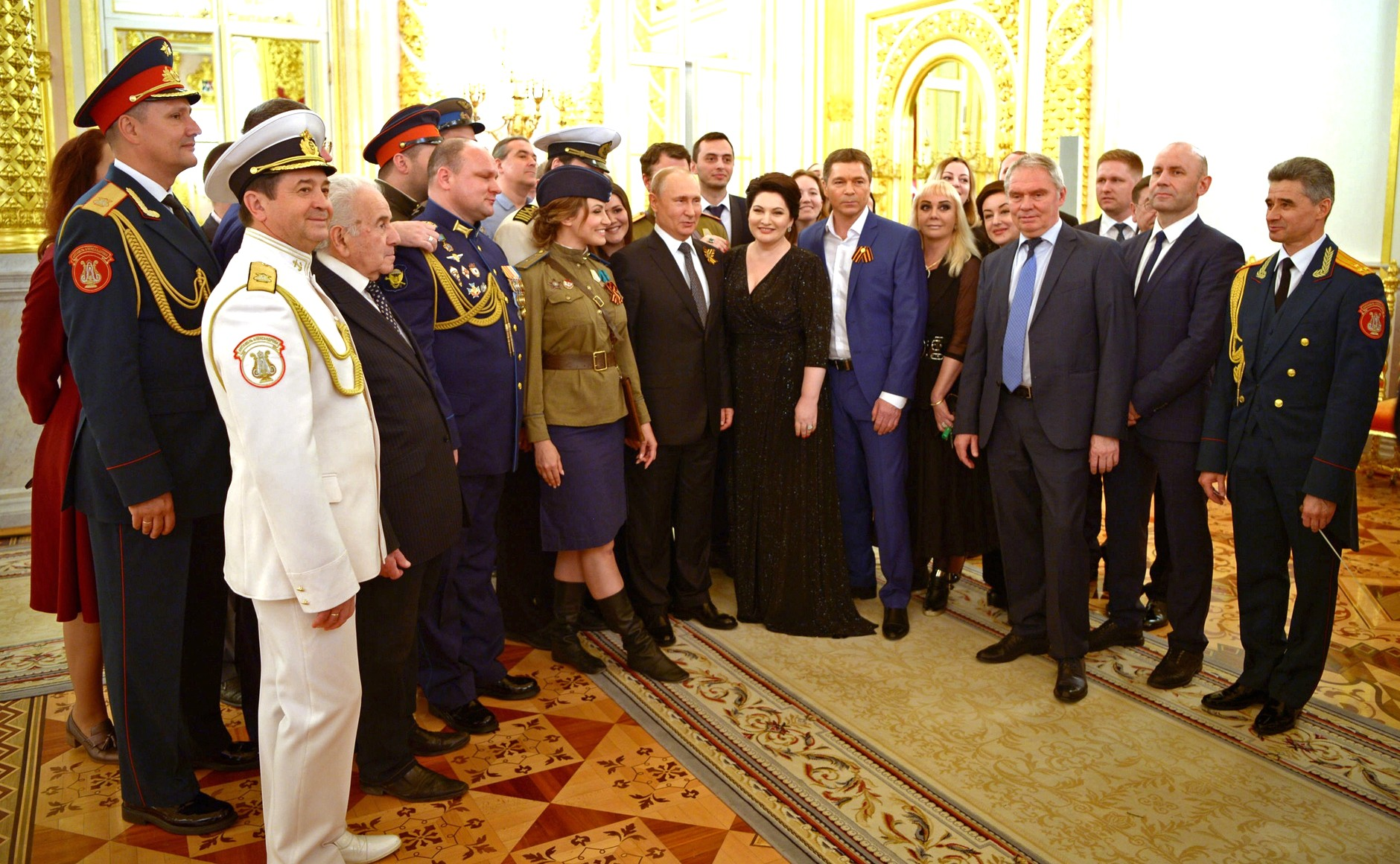
Сергей Маховиков на торжественном приёме по случаю 74-й годовщины Победы в Великой Отечественной войне, 9 мая 2019 года

В 2007 и 2011 годах возглавлял федеральный список партии «Патриоты России» на выборах в Государственную думу.
Участвовал в выборах по партийным спискам в Московскую городскую Думу в 2009 году, был в общегородской тройке партии «Патриоты России». Партия не преодолела проходной барьер.
В 2015 году участвовал в проекте Государственной филармонии Алтайского края «Мастер» на музыку Э. Артемьева по творчеству В. Шукшина и гастролировал с ним в Санкт-Петербурге, Иваново, Ярославле и Москве.
Осенью 2014 года посетил Донбасс, куда привёз гуманитарную помощь и дал несколько концертов. Позднее неоднократно посещал самопровозглашённые ЛНР и ДНР с гуманитарной миссией. С 2015 года запрещён въезд на Украину. В феврале 2016 года выступил с концертом для российских военнослужащих на авиабазе Хмеймим в Сирии.
27 марта 2022 года поддержал вторжение Российской Федерации на Украину.

## Творчество

### Театральные работы
- 1990 — Заблудившийся трамвай (телеспектакль)
- 1990 — Папа, папа, бедный папа… (Джонатан, Хабаровский театр драмы)
- 1993 — «Молочный фургон не останавливается больше здесь» (Кристофер Фландерс, МХАТ — ОРТ)
- 2015 — Распахни окно любви (Марк О’Конор, «ORANGE Theatre»)
- 2016 — «От Пушкина до Высоцкого» (моноспектакль)
- 2017 — Отпетые мошенники (Лоренс Джеймсон, Продюсерский дом «Невский»)

### Фильмография
- 1994 — Простодушный — Геркулес де Керкабон.
- 1995 — Золотое дно — Дима Волков, журналист.
- 1997 — Хиппиниада, или Материк любви — Виктор.
- 1997 — Змеиный источник — Алексей.
- 1999 — Рейнджер из атомной зоны — Виталик, криминальный авторитет.
- 2000 — Марш Турецкого — Павел Бородин, хоккеист.
- 2001 — Ловец (короткометражный) —
- 2001 — Мужская работа — Новицкий, журналист.
- 2001 — Курортный роман — Андрей Петров, бизнесмен.
- 2003 — Инструктор — Николай Негорин.
- 2003 — Полосатое лето — Костя.
- 2004 — Время жестоких — Борис Кондрашов.
- 2004 — Сармат — Вадим Савёлов.
- 2004 — Граф Крестовский — Виталий Панин.
- 2004 — 2005 — Слепой — Глеб Северов «Слепой».
- 2005 — 2009 — Тайная стража — подполковник Зимородок Константин Иванович, командир группы наружки ФСБ.
- 2006 — 2007 — Громовы — Фёдор Громов.
- 2006 — Частный заказ — Сергей Усманов.
- 2006 — Капитанские дети — Юрий Гринёв.
- 2006 — 2007 — Экстренный вызов — Владимир Сергеевич Ладыгин, врач
- 2007 — 07-й меняет курс — Виктор Кирсанов.
- 2007 — 2009 — Платина — Пётр Гриневский, «Таксист».
- 2007 — Белая стрела — Георгий Иванович Бекешев, майор милиции, начальник отдела УБОП.
- 2007 — Диверсант 2: Конец войны — следователь военной прокуратуры, майор.
- 2008 — Мы из будущего — политрук Карпенко
- 2008 — Главная улика — Юрий Михайлович Климов, бизнесмен, бывший опер.
- 2008 — Если нам судьба — Павел Андреевич Матвеев, бизнесмен.
- 2008 — Никто, кроме нас — Богодухов.
- 2008 — 2011 — Новая жизнь сыщика Гурова — Лев Иванович Гуров.
- 2009 — Женщина-зима — Борис Сергеевич.
- 2009 — Личное дело капитана Рюмина — Сергей Петрович Рюмин, капитан МВД.
- 2010 — Буду помнить — отец Вадьки.
- 2010 — Школа для толстушек — Олег.
- 2011 — Наркомовский обоз — старшина Виктор Филиппов.
- 2011 — Настоящие — Леонид Вестников, опер ОРБ.
- 2012 — Одиссея сыщика Гурова — Лев Иванович Гуров.
- 2013 — Дом с лилиями — Михаил Говоров.
- 2014 — Гончие 6 — Юрий Рубцов, подполковник
- 2015 — Белая стрела. Возмездие — «Боцман».
- 2016 — Рядом с нами — Владимир Белов, подполковник.
- 2017 — Серебряный бор — Иван Архипов.
- 2018 — Новый муж — Евгений Ильин, директор школы.
- 2019 — Смотри мою любовь — Вадимыч.
- 2019 — Жизнь после жизни —
- 2020 — Джек and Чан — мэр
- 2021 — Бывших не бывает — Илья Дементьев, майор ФСКН.
- 2022 — Баренцево море — Головко, командующий CФ, адмирал
- 2022 — Елизавета — князь Григорий Дмитриевич Юсупов.
- 2023 — По зову сердца — парторг завода
- 2024 — Командир — Алексей Петрович Волков
- 2024 — Точка ноль — Константин

2025 — «Батька Минай. Партизанская легенда» — правая рука комиссара партизанского отряда Батьки Миная.

### Режиссёр кино
- 1990 — Заблудившийся трамвай.
- 2001 — Ловец
- 2004 — Слепой
- 2011 — Тихая застава

### Сценарист
- 2001 — Ловец
- 2011 — Тихая застава

### Ведущий
- 2008 — «Греция и греки» (цикл из двенадцати документальных фильмов «Планета православия», производство кино-телекомпании «Православная энциклопедия»).
- 2013 — «Освободители» (цикл из восьми документальных фильмов о Великой Отечественной войне, производство РОО Ассоциация «Наше Кино» по заказу ОАО «Телекомпания НТВ», премьера на телеканале НТВ — 9 и 10 мая 2013 года).
- 2013 — «Украденное детство»[8] (документальный фильм Вячеслава Серкеза о детях-узниках концлагерей) — ведущий, автор текста.
- 2015 — «20-й блок. Охота на зайцев»[9] (документальный фильм Вячеслава Серкеза) — ведущий, автор текста.
- 2016 — «Красные камни Тавриды» (документальный фильм Вячеслава Серкеза) — ведущий.
- 2017 — «Он победил смерть» (документальный фильм Вячеслава Серкеза) — ведущий, соавтор текста.

## Семья
Сергей Маховиков женат на актрисе Ларисе Шахворостовой. Сергей и Лариса сначала обвенчались, а через время зарегистрировали свои отношения официально. У супругов есть дочь Александра, которая родилась 22 ноября 2002 года и снимается в кино (сыграла дочь Говорова — героя Маховикова — в сериале «Дом с лилиями»).

## Награды
Государственные награды
- Заслуженный артист Российской Федерации (3 мая 2018) — за большой вклад в развитие отечественной культуры и искусства, многолетнюю плодотворную деятельность[11].

Ведомственные награды
- Почётная грамота Совета МПА СНГ (19 мая 2016, Межпарламентская ассамблея СНГ) — за активное участие в проведении международного телекинофорума «Вместе», вклад в укрепление дружбы между народами государств — участников Содружества Независимых Государств[12].

Премия ФСБ России
- Премия ФСБ России (номинация «Актёрская работа», 2006) — за создание образов сотрудников органов безопасности в телевизионных художественных фильмах.
- Премия ФСБ России (номинация «Кино- и телефильмы», 2011) — за сценарий и постановку художественного фильма «Тихая застава».

Кинофестиваль «Виват кино России!»
- Кинофестиваль «Виват кино России!» (приз зрительских симпатий, 1995).
- Кинофестиваль «Виват кино России!» (приз «Лучший актёр телесериала», 2007) — за главную роль в сериале «Капитанские дети».
- Кинофестиваль «Виват кино России!» (номинация «Лучший актёр телесериала», 2015) — за сериал «Дом с лилиями».

Телекинофорум «Вместе»
- Телекинофорум «Вместе» (номинация «Лучшая мужская роль», 2008) — за художественный фильм «Главная улика».
- Телекинофорум «Вместе» (номинация «За творческие успехи», серебряная медаль, 2009) — за создание образов мужественных героев в кино и на телевидении.
- Телекинофорум «Вместе» (номинация «Актёр», первая премия, 2015) — «Дом с лилиями».
- Спецприз «Литературной газеты» «За верность теме служения Отечеству» (в рамках телекинофорума XVI «Вместе»; 2015).

Международный фестиваль военного кино имени Ю. Н. Озерова
- Международный фестиваль военного кино имени Юрия Озерова («Приз имени пограничника Евгения Родионова», 2011) — за художественный фильм «Тихая застава», как наиболее правдиво отражающий тему патриотизма в военном кино.
- Международный фестиваль военного кино имени Юрия Озерова (Приз «Золотой меч», 2012) — за лучшее исполнение главной мужской роли художественного фильма «Наркомовский обоз».

Фестиваль детективных фильмов «Детектив-Фест»
- Международный фестиваль детективных фильмов и телепрограмм правоохранительной тематики «Детектив-Фест» (номинация «Актёрская игра в детективном фильме/сериале» — «Герой», спецприз, 2010) — за роль Сергея Рюмина в сериале «Личное дело капитана Рюмина».
- Международный фестиваль детективных фильмов и телепрограмм правоохранительной тематики «Детектив-Фест» (номинация «Игровой кинофильм детективной и правоохранительной тематики», специальный приз, 2011) — за фильм «Тихая застава».

Признания и награды
- Первая премия Межрегионального конкурса актёрских работ Сибири и Дальнего Востока, посвящённого 100-летию Б. Л. Пастернака (1990).
- Лучшая мужская роль Межрегионального фестиваля театров Сибири и Дальнего Востока (Гамлет, Джонотан, Лопахин; 1990).
- Лучшая мужская роль Фестиваля самостоятельных работ профессиональных театров в Сочи («Быстрый обмен» Д. Гордон; 1991).
- Гран-при Первого Международного Фестиваля Актёрской Песни им. Андрея Миронова. Специальный приз АиФ (1991).
- Лауреат Международного Берлинского фестиваля авангардных театров («Пельмени» В. Сорокин; 1992).
- Лучший кинодебют года МКФ «Созвездие-1994» (роль Простодушного; 1994).
- Лауреат Первой Национальной музыкальной премии «Голос Отечества» в номинации «Авторская песня» (2008).
- Фильм Сергея Маховикова «Тихая застава» получил приз зрительских симпатий на XVII Российском фестивале «Литература и кино» в Гатчине (2011).
- Художественный фильм «Тихая застава» и его создатели награждены премией «Золотое перо границы» (2011).
- Художественный фильм Сергея Маховикова «Тихая застава» удостоен титула «Самый-самый фильм» на XIX Международном детском кинофестивале «Алые паруса» в Артеке (2011).
- Художественный фильм Сергея Маховикова «Тихая застава» получил Главный приз IV Всероссийского кинофестиваля актёров-режиссёров «Золотой Феникс» в Смоленске (2011).
- XIV Международный фестиваль «ДетективФЕСТ» (Москва, 25—28 апреля). Специальный приз жюри за роль Вестникова в сериале «Настоящие» (2012).
- Лауреат общественной премии им. Ф. Э. Дзержинского в области кино и телевидения (2012).
- Лауреат Всероссийской премии «Золотой венец Победы» (2013).
- Благодарность Министра культуры Российской федерации «за большой вклад в развитие культуры, многолетнюю плодотворную работу» (2016).
- Ведомственные и общественные ордена, медали и знаки[13].
- Почётный гражданин города Кировска (ЛНР), 2015.
- Орден «Службой и храбростью» II степени (ЛНР, 2023)[14]